# Don't Leave Home
"Don't Leave Home" là đĩa đơn thứ ba được phát hành tại Anh trích từ album phòng thu thứ hai của Dido, Life for Rent. Bài hát được phát hành chính thức vào ngày 12 tháng 4 năm 2004. Mặc dù không thể tiến sâu hơn vị trí thứ 25 tại UK Singles Chart, bài hát vẫn ở nguyên vị trí đó trong vòng 9 tuần. Bài hat còn đạt đến vị trí đầu bảng tại bảng xếp hạng lượt nghe trên đài phát thanh vào đầu năm 2004.

## Bối cảnh sản xuất
"Don't Leave Home" nói về vấn đề nghiện ma tuý. Bài hát được sáng tác và trình bày theo ý tưởng khi chính ma tuý hát cho người nghiện nghe. Đây ban đầu là một bản thu thử được thự chiện cho album đầu tay của cô No Angel (1999), nhưng lại được dời lại cho album thứ hai này của cô. Ca khúc dược Dido và anh trai của cô, Rollo Armstrong viết và sản xuất.

## Bài hátStoned
Mặt B của đĩa đơn, ca khúc "Stoned", là một bài hát kể về câu chuyện của một mối quan hệ đổ vỡ bởi ma tuý. Ca khúc được chọn phát hành dưới dạng đĩa đơn quảng bá cho album. Phiên bản do Deep Dish phối lại đạt vị trí đầu bảng tại Hot Dance Club Songs.

## Video âm nhạc
Video âm nhạc cho "Don't Leave Home" bắt đầu với cảnh Dido đang lái xe trên một con đường tại một sa mạc lớn khi trời đang tối dần. Bỗng nhiên, cô tìm thấy một cánh rừng. Cô rời xe, bỏ lại hành lý của mình xuống đất và bước vào khu rừng. Một vài cảnh và phông nền xuất hiện do tác dụng của ma tuý, cánh rừng đầy nấm và ảo giác về nhện và rắn. Cô sau đó rời khu rừng và đến một tảng đá lớn như một cái vực cạnh đại dương. Cô hát một cách bình tĩnh khi đứng tại vực trước khi nhảy xuống đại dương và sau đó cô thấy mình đứng ở bờ cát trắng ở bờ biển. Video được quay tại Cape Town, Nam Mỹ.

## Danh sách bài hát
CD Đĩa đơn tại Anh
1. "Don't Leave Home" - 3:47
2. "Stoned" (Bản phối lại đã được chỉnh sửa của Deep Dish Stoner) - 4:15

CD Đĩa đơn tại Nhật
1. "Don't Leave Home" - 3:47
2. "Stoned" (Bản phối lại đã được chỉnh sửa của Deep Dish Stoner) - 4:15
3. "Don't Leave Home" (Bản phối lại của Recall) - 4:03
4. "Don't Leave Home" (Video) - 3:50

## Xếp hạng
| Xếp hạng tuần (2004)                     | Thứ hạng cao nhất |
| ---------------------------------------- | ----------------- |
| Áo (Ö3 Austria Top 40)                   | 54                |
| Bỉ (Ultratop 50 Flanders)                | 50                |
| Hà Lan (Dutch Top 40)                    | 38                |
| Đức (GfK)                                | 67                |
| Ireland (IRMA)                           | 35                |
| Thụy Sĩ (Schweizer Hitparade)            | 45                |
| UK Singles (The Official Charts Company) | 25                |
| US Billboard Adult Pop Songs             | 22                |

| Xếp hạng tuần (2004)              | Thứ hạng cao nhất |
| --------------------------------- | ----------------- |
| US Billboard Hot Dance Club Songs | 1                 |

## Những người thực hiện
| "Don't Leave Home" - Nhà sản xuất - Rollo Armstrong - Đồng sản xuất - Matthieu Clouard - Drums - Makoto Sakamoto - Guitar - Richard J. Parfitt - Keyboards - Sister Bliss - Phối khí - Ash Howes | "Stoned (Deep Dish Remix)" - Guitar - Adam Zimmon - Keyboards - Mark Bates - Đảm nhiệm - Carlos Paucer - Dương cầm - Sister Bliss - Phối lại bởi - Deep Dish |